# مودولو
مودولو (به ایتالیایی: Modolo) یک منطقهٔ مسکونی در ایتالیا است که در استان اریستانو واقع شده‌است.

## خصوصیات
مودولو ۲٫۵ کیلومترمربع مساحت و ۱۹۶ نفر جمعیت دارد.